# Gibraltár a 2019-es rövid pályás úszó-Európa-bajnokságon
Gibraltár a skóciai Glasgow-ban megrendezett 2019-es rövid pályás úszó-Európa-bajnokság egyik részt vevő nemzete volt, melyen három férfi sportolóval képviseltette magát.

## Eredmények

### Férfi
| Versenyző          | Versenyszám    | Előfutam | Előfutam | Előfutam | Elődöntő | Elődöntő | Elődöntő | Döntő   | Döntő    |
| Versenyző          | Versenyszám    | Idő      | Hely.    | Össz.    | Idő      | Hely.    | Össz.    | Idő     | Helyezés |
| ------------------ | -------------- | -------- | -------- | -------- | -------- | -------- | -------- | ------- | -------- |
| John Paul Balloqui | 50 m pillangó  | 26,01    | 6.       | 43.      | kiesett  | kiesett  | kiesett  | kiesett | kiesett  |
| John Paul Balloqui | 100 m pillangó | 57,90    | 8.       | 60.      | kiesett  | kiesett  | kiesett  | kiesett | kiesett  |
| John Paul Balloqui | 200 m pillangó | 2:09,44  | 3.       | 39.      |          |          |          | kiesett | kiesett  |
| Aidan Carroll      | 50 m pillangó  | 25,81    | 5.       | 42.      | kiesett  | kiesett  | kiesett  | kiesett | kiesett  |
| Aidan Carroll      | 100 m pillangó | 56,94    | 2.       | 59.      | kiesett  | kiesett  | kiesett  | kiesett | kiesett  |
| Jordan Gonzalez    | 50 m gyors     | 24,62    | 8.       | 67.      | kiesett  | kiesett  | kiesett  | kiesett | kiesett  |
| Jordan Gonzalez    | 100 m gyors    | 52,72    | =6.      | =73.     | kiesett  | kiesett  | kiesett  | kiesett | kiesett  |
| Jordan Gonzalez    | 50 m hát       | 26,70    | 8.       | 55.      | kiesett  | kiesett  | kiesett  | kiesett | kiesett  |
| Jordan Gonzalez    | 100 m hát      | 57,38    | 10.      | 61.      | kiesett  | kiesett  | kiesett  | kiesett | kiesett  |

____
= – egy másik versenyzővel azonos eredményt ért el